# Maylandia pyrsonotos
Espèce
Statut de conservation UICN

 LC  : Préoccupation mineure
Maylandia pyrsonotos est une espèce de poissons d'eau douce de la famille des Cichlidae endémique du lac Malawi en Afrique. Ce cichlidé fait partie des espèces dites « Mbuna » (ou « M'buna ») ou « poissons brouteurs d'algues du lac Malawi ».

## Répartition
Maylandia pyrsonotos est endémique du lac Malawi et uniquement sur le territoire du Malawi.

## Description
Maylandia pyrsonotos mesure au maximum 86 mm, queue non comprise.

## Aquariophilie

### Dimorphisme
Adulte cette espèce de Cichlidae est très simplement différentiable. En effet le mâle est clairement plus grand et surtout plus coloré. Le mâle possède également la terminaison des nageoires impaires plus effilées. Les femelles restent plus ternes, certaines sont orange/rosé (souvent appelé « O » pour orange).

### Reproduction
Cette espèce est incubatrice buccale maternelle, les femelles gardent les œufs, larves et tout jeunes alevins environ trois semaines, protégés dans leur gueule (sans manger ou en filtrant très légèrement les micro-détritus). Les mâles peuvent se montrer très insistants dès les premières maturités sexuelles des femelles, il est préférable de maintenir cette espèce en groupes de plusieurs individus (au moins en « trio » : un mâle pour deux femelles), de manière à diviser l'agressivité d'un mâle dominant sur plusieurs individus. À la sortie de la bouche de la femelle tous les jeunes sont de coloration bleue et c'est que vers 40-50 mm que les premiers mâles se déclarent et commencent à changer de couleurs.

### Croisement, hybridation, sélection
Il est impératif de maintenir cette espèce seule ou en compagnie de poissons originaires du lac Malawi mais n'appartenant pas au genre Maylandia et ce pour éviter tout croisement. Le commerce aquariophile a également vu apparaitre un grand nombre de spécimens provenant d'Asie notamment et aux couleurs variées ou albinos, obtenus par sélection, hybridation ou autres procédés.

### Localité de pêche
- Maylandia pyrsonotos « Chimwalani Reef »[2]
- Maylandia pyrsonotos « Nakantenga Island »[3]

## Systématique
L'espèce Maylandia pyrsonotos a été décrite pour la première fois en 1997 par les ichtyologistes américains Jay Richard Stauffer, Nancy Jean Bowers (d), Karen Anne Kellogg (d) et Kenneth Robert McKaye (d) sous le protonyme Metriaclima pyrsonotos,, à partir de spécimens collectés près de l'île Nakantenga (îles Maleri, lac Malawi, Afrique), à une profondeur de 2 à 4 mètres. L'espèce a d'abord été reconnue comme valide sous le genre Metriaclima par plusieurs auteurs entre 2006 et 2016. En 2001, Ufermann l’a transférée dans le genre Maylandia. Elle est actuellement considérée comme valide sous le nom de Maylandia pyrsonotos (Stauffer, Bowers, Kellogg & McKaye, 1997).
Maylandia pyrsonotos a pour synonymes :
- Maylandia sandaracinos (Stauffer, Bowers, Kellogg & McKaye, 1997)
- Maylandia thapsinogen (Stauffer, Bowers, Kellogg & McKaye, 1997)
- Metriaclima pyrsonotos Stauffer, Bowers, Kellogg & McKaye, 1997
- Metriaclima sandaracinos Stauffer, Bowers, Kellogg & McKaye, 1997
- Metriaclima thapsinogen Stauffer, Bowers, Kellogg & McKaye, 1997

## Étymologie
Son épithète spécifique, du grec ancien πυρρός, purrós, « feu, de couleur rouge », et νῶτος, nỗtos, « dos », fait référence à la nageoire dorsale rouge orangé des mâles en période de reproduction.

## Publication originale
- (en) Jay R. Stauffer, Nancy J. Bowers, Karen A. Kellogg et Kenneth R. McKaye, « A Revision of the Blue-Black Pseudotropheus zebra (Teleostei: Cichlidae) Complex from Lake Malaŵi, Africa, with a Description of a New Genus and Ten New Species (anglais) », Proceedings of the Academy of Natural Sciences of Philadelphia, Philadelphie, Académie des sciences naturelles de Philadelphie, vol. 148, no 2,‎ 1997, p. 189-230 (ISSN 0097-3157 et 1938-5293, OCLC 1382862, JSTOR 4065053, lire en ligne, consulté le 28 avril 2025).